# Merchtem
Merchtem es un municipio belga de la provincia de Brabante Flamenco. Limita con los municipios de Asse, Londerzeel, Meise, Opwijk y Wemmel.
Situada al norte de Bruselas reagrupó las comunas de Brussegem y Hamme en 1971. En los años 2005 y 2006 hubo ciertas tensiones lingüísticas que favorecían el uso exclusivo del neerlandés en diferentes ámbitos.

## Demografía

### Evolución
Todos los datos históricos relativos al actual municipio, el siguiente gráfico refleja su evolución demográfica, incluyendo municipios después de efectuada la fusión el 1 de enero de 1977.
| Gráfica de evolución demográfica de Merchtem entre 1846 y 2020 |
|                                                                |